# Artur Sanhá
António Artur Sanhá (nascido em 1965) é um político da Guiné-Bissau, sendo primeiro-ministro do país de 28 de setembro de 2003 a 10 de maio de 2004 e presidente da Câmara Municipal de Bissau de 2010 a 2014.
Sanhá pertence ao Partido para a Renovação Social (PRS) do ex-presidente Kumba Ialá. Após a vitória eleitoral de Ialá nas eleições presidenciais, Sanhá foi designado, em fevereiro de 2000, como Ministro do Interior. Foi destituído de seu cargo em agosto de 2001. Após a queda de Ialá em um golpe militar, em 28 de setembro de 2003, tornou-se primeiro-ministro do presidente interino Henrique Rosa.
Nas eleições parlamentares de março de 2004 obteve a vitória o Partido Africano para a Independência da Guiné e Cabo Verde (PAIGC) e seu presidente Carlos Gomes Júnior o sucedeu em 9 de maio de 2004 como chefe de governo.
Em junho de 2005, durante protestos de partidários de Ialá que alegavam fraude no primeiro turno da eleição presidencial na qual Ialá assumiu oficialmente o terceiro lugar, a polícia disparou contra os manifestantes e prendeu brevemente Sanhá, que liderava a marcha e foi encontrado pela polícia portando uma arma carregada. 